# Caesalpinia melanadenia
Caesalpinia melanadenia är en ärtväxtart som först beskrevs av Joseph Nelson Rose, och fick sitt nu gällande namn av Paul Carpenter Standley. Caesalpinia melanadenia ingår i släktet Caesalpinia och familjen ärtväxter. Inga underarter finns listade i Catalogue of Life.